# S/S Bjoren

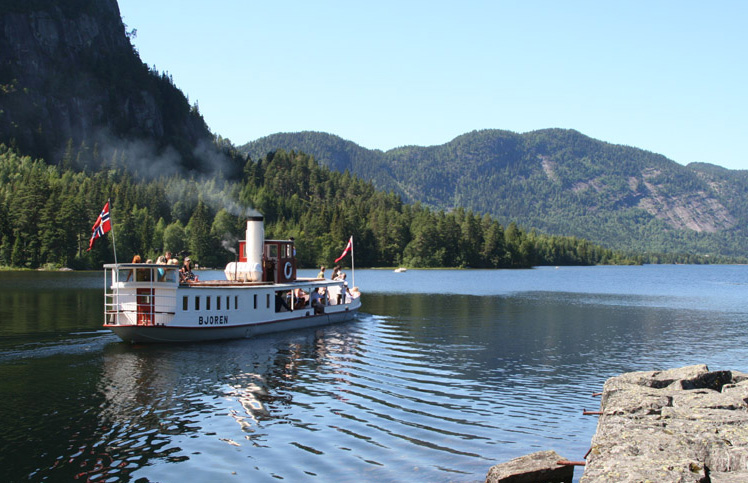
S/S Bjoren på Byglandsfjorden, 2007

S/S Bjoren är ett norskt vedeldat ångfartyg, som sommartid trafikerar Byglandsfjorden från Bygland till Ose i Setesdal. 
S/S Bjoren byggdes vid Akers mekaniske verksted tillsammans med systerfartyget S/S Dølen och levererades 8 juni 1867. Hon var 15,8 meter lång och hade en ångmaskin på 14 hästkrafter. Bjoren sattes i trafik på Kilefjorden i Otra drygt 30 kilometer norr om Kristiansand. År 1897 blev trafiken på Kilefjorden olönsam, då Setesdalsbanen kom till Byglandsfjord. Bjoren, som hade byggts om och förlängts med två meter, flyttades till Byglandsfjorden, sattes i trafik mellan Byglandsfjord och Ose via Ådalsfjorden, Byglandsfjorden, slussen vid Storstraumen och Åraksfjorden.
År 1914 förlängdes hon igen, nu till 21 meter, och en ny 42 hk ångmaskin  
installerades. Konkurrensen från landsvägstrafiken blev dock efterhand för svår och 1957 lades Bjoren upp.
På 1970-talet började en kamp för att rädda fartyget efter år av förfall. Riksantikvaren stödde projektet och 1994 var Bjoren i drift igen med Byglands kommun som ägare. Idag drivs hon av Setesdalsmuseet och frivilliga krafter i föreningen Bjorens venner. År 2013 tilldelades Bjoren Olavsrosa av stiftelsen Norsk Kulturarv.